# Don't Matter
Singles de Akon
The Sweet Escape I Tried
Don't Matter est une chanson  pop et R&B interprétée par Akon issu du son deuxième album studio Konvicted sorti en 2006. Elle est le troisième single de l’album après Smack That et I Wanna Love You. Une partie du refrain vient de la chanson Zimbabwe de Bob Marley. En avril 2007, elle se classe à la première position au Billboard Hot 100.
Don't Matter était #31 sur La liste des 100 meilleures chansons de l'année 2007 selon Rolling Stone. Elle était également #81 à l'Asia's list of Top 100 Hits 2007 de MTV.

## Classement
Don't Matter sort aux États-Unis à la mi-janvier 2007. La chanson débute à la place soixante-dix-neuf au Hot 100 et atteint la première place dix semaines après. Elle reste numéro 1 pendant deux semaines.
Au Royaume-Uni, elle est entrée à la place quarante-cinq, dans un classement basé seulement sur les téléchargements, et a atteint la troisième place après sa sortie en CD. Au Canada, elle a atteint la première place et y est restée pendant une période de trois semaines. En janvier 2008, la chanson cumule 3 000 000 de ventes numériques.

## Reprises
Les Fall Out Boy ont fait une reprise de Don't Matter pour leurs album Live in Phoenix. Ils ont également interprété la chanson à leur concert du 12 juin 2007, la nuit lors de laquelle leur bassiste Pete Wentz a agressé un fan. Bizzy Bone a aussi fait un remix pour cette chanson.

## Clip vidéo
La vidéo musicale commence avec Akon prenant sa copine à la plage. Pendant qu'il part avec cette fille, un vieil homme est montré lisant un magazine au sujet des fêtes d'Akon dans les boites de nuits. La vidéo continue avec Akon chantant la chanson, à la plage, la fille enlève ses vêtements et son soutien-gorge. La vidéo est filmée sur une plage qu'on imagine aux Caraïbes. Dans la scène finale de la vidéo, la musique devient beaucoup plus animée. Le rappeur Pitbull fait une brève apparition dans le clip.

## Classements hebdomadaires
| Classement (2007)              | Meilleure position |
| ------------------------------ | ------------------ |
| Allemagne (GfK Entertainment)  | 29                 |
| Australie (ARIA)               | 9                  |
| Autriche (Ö3 Austria Top 40)   | 31                 |
| Canada (Canadian Hot 100)      | 4                  |
| États-Unis (Billboard Hot 100) | 1                  |
| France (SNEP)                  | 6                  |
| Irlande (IRMA)                 | 1                  |
| Norvège (VG-lista)             | 7                  |
| Nouvelle-Zélande (RMNZ)        | 1                  |
| Pays-Bas (Single Top 100)      | 23                 |
| Royaume-Uni (UK Singles Chart) | 3                  |
| Royaume-Uni (UK R&B Chart)     | 1                  |
| Suède (Sverigetopplistan)      | 23                 |
| Suisse (Schweizer Hitparade)   | 19                 |

## Certification
| pays   | certification                      |
| ------ | ---------------------------------- |
| Canada | 3x platine (sonnerie téléphonique) |